# І золотої й дорогої…
«І золотої й дорогої…» — вірш Тараса Шевченка, написаний ним 1849 року у Раїмі.

## Написання
Збереглися чистові автографи вірша у «Малій книжці» та у «Більшій книжці». Автографи не датовані.
Вірш датується за місцем автографа у «Малій книжці» серед творів 1849 року (під № 15 у четвертому зшитку за 1849 рік) та часом перебування Шевченка в Раїмі у січні — квітні 1849 року, орієнтовно: січень — квітень 1849-го, Раїм.
Найраніший відомий текст — автограф у «Малій книжці», куди вірш переписано з невідомого автографа не раніше 1 листопада 1849-го і не пізніше 23 квітня 1850 року (дня арешту поета). Невдовзі поет зробив виправлення у рядках 1, 5, 7, 9, 19.
У 1858 році, не раніше 18 березня й не пізніше 22 листопада, Шевченко переписав вірш із значними змінами й виправленнями з «Малої книжки» до «Більшої книжки», текст якої остаточний.

## Публікація
Вперше вірш надруковано у виданні: «Кобзарь Тараса Шевченка / Коштом Д. Е. Кожанчикова» 1867 року (СПб., стор. 427), за «Більшою книжкою» з відміною у рядку 20: «А піде в найми» замість «І піде в найми».

## Сюжет
Вірш являє собою роздум над долею безпритульного селянського хлопчика, що викликала в автора асоціацію з власним безрадісним дитинством. Поет уболівав за тяжке майбутнє дітей кріпаків, усвідомлював, що їхня недоля — явище соціальне. Вірш перейнятий лірично-елегійним настроєм.